# دانيال بيير
دانيال بيير (بالفرنسية: Daniel Pierre)‏ هو منافس ألعاب قوى فرنسي، ولد في 17 نوفمبر 1891 في Ouainville ‏ في فرنسا، وتوفي في 21 يناير 1979.

## وصلات خارجية
- دانييل بيير على موقع الاتحاد الفرنسي لألعاب القوى (الفرنسية)
- دانييل بيير على موقع اللجنة الأولمبية الدولية (الإنجليزية)
- دانييل بيير على موقع أوليمبيديا (الإنجليزية)